# Vol de sexe
Le vol de sexe est une croyance répandue dans l'Afrique de l'ouest et l'Afrique centrale que le sexe d'un homme peut être subtilisé par une autre personne.
Le « vol » n'est pas une castration réelle mais symbolique puisqu'aucune castration effective n'a pu être confirmée à ce jour. Il se produirait par une opération furtive et insensible (magique) pouvant se produire lors du moindre des contacts, par exemple dans un transport en commun ou en serrant la main à un inconnu.
Ce syndrome lié à la culture est devenu si commun depuis les années 1970 qu'il nourrit des rumeurs fulgurantes parfois à l'origine de désordres publics. Dans les meilleurs des cas il aboutit à des procès, mais une tournure dramatique est fréquente : des individus soupçonnés d'être des « voleurs de sexe » sont l'objet de la vindicte populaire et sont mis à mort par lynchage pour éviter toute « récidive ». 

## Légende urbaine
L'écho dans les médias et les téléphones portables participent à l'expansion et à la répétition de cette légende urbaine, même si le reste du continent ne connaît rien de semblable. Le sexe concerné est majoritairement masculin, mais les attributs féminins peuvent alimenter des soupçons et rumeurs semblables. Le brassage des populations participe donc à la vivacité de la croyance en ce que ce sont les étrangers, africains ou non, qui suscitent des craintes de cet ordre.

## Motivation
Le vol de sexe est à rapprocher de la sorcellerie. Parmi les motivations des prétendus voleurs, viendrait au premier rang la transformation de l'organe en grigri.
Lors de procès, des expertises médicales sont éventuellement demandées, mais la vérification que tout semble à sa place ne suffit pas à éteindre l'affaire, la victime protestant que son sexe est « revenu », voire qu'il est revenu mais amoindri.

### Instrumentalisation politique
En 2024, le thème du vol de sexe revient dans plusieurs pays africains de langue anglaise ou française, évoquant des commanditaires occidentaux et spécifiquement français, promu sur les réseaux sociaux et divers médias au Mali, en Centrafrique et au Nigeria. À la suite d'un discours du président français, Emmanuel Macron, en janvier 2024 évoquant un « réarmement démographique », la rumeur prend une tournure complotiste internationale, affirmant que le vol de sexe est organisé au profit des « Français blancs » souffrant de problèmes de virilité. L'apparition de la rumeur et son mode de propagation, bien que limité, désigne fortement les réseaux de propagande pro-russe très installés dans les anciennes colonies françaises d'Afrique. Cette rumeur rejoint de nombreuses autres évoquant la thèse d'une dénatalité imposée par l'occident à l'Afrique, par le biais d'épidémies volontaires ou de fausses campagnes de vaccination, et accusant même des ONG médicales comme MSF.